# تسلينا
تسلينا أو الأراضي الخالية أو الأراضي العذراء (بالروسية: целина́) هو مصطلحٌ شاملٌ للأراضي عالية الخصوبة غير المُستغلة جيدًا، والتي نادرًا ما تكون مأهولةً بالسكان، وغالبًا ما تُغطيها تربةٌ سوداء [الإنجليزية] (تشرنوزم). كانت هذه الأراضٍ تقع غالبًا في سهوب منطقة الفولغا [الإنجليزية] وشمال كازاخستان وسيبيريا الجنوبية [الإنجليزية].
أصبح المُصطلح مستخدمًا بشكلٍ واسعٍ في أواخر خمسينيات وأوائل ستينيات القرن العشرين في الاتحاد السوفيتي أثناء حملة الأراضي العذراء [الإنجليزية] (بالروسية: Освое́ние целины́)، وهي حملةٌ لتنمية الدولة وإعادة التوطين، بهدف تحويل الأراضي إلى منطقة زراعيةٍ إنتاجيةٍ رئيسية.[بحاجة لمصدر]